# تود بويس
تود بويس (بالإنجليزية: Todd Boyce)‏ هو ممثل أمريكي، ولد في 1961 بكولومبوس في الولايات المتحدة.

## أعمال

### أفلام
- (1989) المعاقب
- (2001) خلف خطوط العدو[2]
- (2001) لعبة تجسس[3][4]
- (2005) تشارلي ومصنع الشوكولاتة[5]
- (2013) كيك-آس 2[6]
- (2015) ايفرست

### مسلسلات
- التاج

## وصلات خارجية
- تود بويس على موقع IMDb (الإنجليزية)
- تود بويس على موقع ألو سيني (الفرنسية)
- تود بويس على موقع أول موفي (الإنجليزية)
- تود بويس على موقع قاعدة بيانات الأفلام السويدية (السويدية)
- تود بويس على موقع قاعدة بيانات الفيلم (الإنجليزية)
- تود بويس على موقع كينوبويسك (الروسية)
- تود بويس على موقع كينوبويسك (الروسية)